# The Other Side of the Mirror (album)
Pour les articles homonymes, voir The Other Side of the Mirror.
Albums de Stevie Nicks
Rock a Little
(1985) Street Angel
(1994)
The Other Side of the Mirror est le quatrième album studio de la chanteuse américaine et membre de Fleetwood Mac Stevie Nicks.
Sorti en mai 1989, il est enregistré à Los Angeles, mixé dans le Buckinghamshire en Angleterre et librement inspiré des Aventures d'Alice au pays des merveilles. L'album, propulsé par le tube Rooms on Fire (numéro 16 aux États-Unis), atteint la dixième place du hit-parade américain et la RIAA le certifie disque platine en 1997.

## Histoire de l'album
Après l'énorme succès de l'album de Fleetwood Mac Tango in the Night au Royaume-Uni,  The Other Side of the Mirror devient le plus grand succès solo de Stevie Nicks là-bas, atteignant la troisième place du hit-parade et produisant son premier tube européen, Rooms on Fire (numéro 16 en Angleterre). Après la sortie de l'album, elle s'embarque dans une tournée qui l'amène pour la première fois (et en fait, la dernière) en Europe, donnant des concerts en Angleterre, en France, en Suède et aux Pays-Bas. Cependant, Stevie Nicks affirme n'avoir aucun souvenir de cette tournée, du fait de sa dépendance croissante au Ritrovil que lui prescrit son médecin à l'époque.
D'autres singles sont également commercialisés, comme Two Kinds of Love, qui comprend des harmonies avec Bruce Hornsby et un interlude instrumental de Kenny G, et qui devient le premier single de la chanteuse à ne pas atteindre le hit-parade américain. Long Way to Go est beaucoup diffusé sur les radios américaines et anglaises et atteint le top 75 du hit-parade britannique, tout comme Whole Lotta Trouble.
Des clips sont réalisés pour Rooms on Fire et Whole Lotta Trouble. Le premier existe en deux versions légèrement différentes et le second a été filmé durant la partie américaine de la tournée de Stevie Nicks,  à la Summit Arena de Houston.

## Liste des titres
| No  | Titre                                      | Auteur                                   | Durée |
| --- | ------------------------------------------ | ---------------------------------------- | ----- |
| 1.  | Rooms on Fire                              | Stevie Nicks, Rick Nowels                | 4:30  |
| 2.  | Long Way to Go                             | Stevie Nicks, Rick Nowels, Charles Judge | 4:06  |
| 3.  | Two Kinds of Love (duo avec Bruce Hornsby) | Stevie Nicks, Rick Nowels, Rupert Hine   | 4:46  |
| 4.  | Ooh My Love                                | Stevie Nicks, Rick Nowels                | 5:02  |
| 5.  | Ghosts                                     | Stevie Nicks, Mike Campbell              | 4:54  |
| 6.  | Whole Lotta Trouble                        | Stevie Nicks, Mike Campbell              | 4:58  |
| 7.  | Fire Burning                               | Stevie Nicks, Mike Campbell, Rupert Hine | 3:16  |
| 8.  | Cry Wolf                                   | Jude Johnstone                           | 4:12  |
| 9.  | Alice                                      | Stevie Nicks, Rupert Hine                | 5:50  |
| 10. | Juliet                                     | Stevie Nicks                             | 4:55  |
| 11. | Doing the Best I Can (Escape from Berlin)  | Stevie Nicks                             | 5:36  |
| 12. | I Still Miss Someone (Blue Eyes)           | Johnny Cash, Roy Cash Jr.                | 4:08  |

## Personnel
- Stevie Nicks - Chant, percussion, tambourin
- Sharon Celani - chœurs
- Lori Nicks - chœurs
- Bruce Hornsby - piano, chœurs
- Rupert Hine - claviers, percussion, batterie
- Rick Nowels - claviers, guitare, chœurs
- Waddy Wachtel - guitare
- Jamie West-Oram - guitare
- Mike Campbell - guitare
- Tony Levin - basse
- Derek Murphy - basse
- Vail Johnson - basse
- Jerry Marotta - batterie
- Geoff Dugmore - batterie
- Kenny G - saxophone
- Gary Grant - cuivres
- Jerry Hey - cuivres
- Larry Williams - cuivres
- Marc Russo - cuivres
- Kelly Johnston - sifflements

## Classements
Album
| Année | Palmarès    | Position |
| ----- | ----------- | -------- |
| 1989  | États-Unis  | 10       |
| 1989  | Royaume-Uni | 3        |
| 1989  | Australie   | 8        |
| 1989  | Canada      | 13       |

Singles
| Année | Single                | Palmarès                  | Position |
| ----- | --------------------- | ------------------------- | -------- |
| 1989  | "Rooms on Fire"       | US Billboard Hot 100      | 16       |
| 1989  | "Rooms on Fire"       | US Mainstream Rock Tracks | 1        |
| 1989  | "Rooms on Fire"       | Royaume-Uni               | 16       |
| 1989  | "Long Way to Go"      | US Mainstream Rock Tracks | 10       |
| 1989  | "Long Way to Go"      | Royaume-Uni               | 60       |
| 1989  | "Whole Lotta Trouble" | Royaume-Uni               | 62       |